# 生田真心
生田 真心（いくた ましん、Ikuta Machine）は、日本の音楽プロデューサー、ソングライター、編曲家。テレビ朝日ミュージック所属。

## 来歴
2008年、倉田主税とU-ZYの音楽ユニットとして誕生。編曲は倉田が担当し、作詞はU-ZYが担当していた。
2009年12月23日にリリースされた星野奏子の2ndミニアルバム『Starry〜the way to the SIRUS〜』に収録された「未来のプリズム」と「蒼の太陽〜その先にある未来〜」で初めて楽曲を提供した。
2011年、「フライングゲット」（編曲）が第53回日本レコード大賞を受賞。
2013年、「恋音と雨空」（編曲）が第55回日本レコード大賞優秀作品賞を受賞。
2014年、U-ZYが脱退。以降、倉田のソロプロジェクトになる。長年所属していたハイキックエンタテインメントを離れ、同年6月からテレビ朝日ミュージックに移籍。U-ZYは久下真音に改名してハイキックエンタテインメントに在籍している。

## 提供作品
※ユニット時代のクレジットも本項目に表記する。
一星
- 「蒼い惑星」（作曲）
- 「regret」（作曲）

岩佐美咲
- 「つぐない」（編曲）
- 「涙そうそう」（編曲）

AKB48グループ
- AKB48
  - 「ポニーテールとシュシュ」（編曲・ギター）
  - 「僕のYELL」（編曲）
  - 「僕だけのvalue」（編曲・ギター）
  - 「チャンスの順番」（編曲・ギター）
  - 「フライングゲット」（編曲・ギター）
  - 「上からマリコ」（編曲・ギター）
  - 「次のSeason」（編曲・ギター）
  - 「細雪リグレット」（編曲・ギター）
  - 「清純フィロソフィー」（編曲・ギター）
  - 「プライベートサマー」（編曲）
  - 「イイカゲンのススメ」（編曲・ギター）
  - 「少女たちよ」（編曲・ギター）
  - 「ボーイハントの方法 教えます」（編曲）
  - 「チーム坂」（編曲・ギター）
  - 「動機」（編曲・ギター）
  - 「ロザリオ」（編曲）
  - 「あれから僕は勉強が手につかない」（編曲）
  - 「夢でKiss me !」（編曲）
  - 「ロッカールームボーイ」（編曲・ギター）

- AKB48 チームサプライズ
  - 「素敵な三角関係」（編曲）
  - 「Reborn」（編曲・ギター）

- SKE48
  - 「微笑みのポジティブシンキング」（編曲・ギター）
  - 「鳥は青い空の涯を知らない」（作曲・編曲・ギター）
  - 「賛成カワイイ!」（編曲・ギター）
  - 「放課後レース」（編曲・ギター）
  - 「12月のカンガルー」（編曲・ギター）
  - 「チキンLINE」（編曲・ギター）
  - 「校庭の仔犬」（編曲・ギター）
  - 「クロス」（編曲・ギター）

- NMB48
  - 「オーマイガー!」（編曲・ギター）
  - 「右へ曲がれ!」（編曲・ギター）
  - 「ナギイチ」（編曲・ギター）
  - 「僕らのユリイカ」（編曲・ギター）
  - 「どしゃぶりの青春の中で」（編曲・ギター）
  - 「一週間、全部が月曜日ならいいのに…」（編曲・ギター）
  - 「イビサガール」（編曲・ギター）
  - 「今ならば」（編曲・ギター）
  - 「初めての星」（編曲・ギター）

- HKT48
  - 「初恋バタフライ」（編曲・ギター）
  - 「お願いヴァレンティヌ」（編曲・ギター）
  - 「Chain of love」（編曲・ギター）

- SDN48
  - 「負け惜しみコングラチュレーション」（編曲・ギター）
  - 「上からナツコ」（編曲・ギター）
  - 「愛されるために」（作曲）

- チームドラゴン from AKB48
  - 「心の羽根」（編曲・ギター）

- Not yet
  - 「世界の風を僕らは受けて」（編曲・ギター）

- ノースリーブス
  - 「奇跡は夜生まれる」（編曲・ギター）

- フレンチ・キス
  - 「世界の涙」（編曲・ギター）

- 渡り廊下走り隊7
  - 「青春のフラッグ」（編曲・ギター）
  - 「へたっぴウィンク」（編曲・ギター）
  - 「犬語を話せる男の子」（編曲・ギター）
  - 「少年よ 嘘をつけ!」（編曲・ギター）

Mスリー
- 「夢見るダンシングドール」（作詞・作曲・編曲・ギター）
- 「Glory days」（作詞・作曲・編曲・ギター）

おはガールちゅ!ちゅ!ちゅ!
- 「こいしょ!!!」（MEG.MEと共作詞）
- 「こあくまるんです」（作曲）

かと*ふく
- 「WHEREABOUTS」（作詞）

からっと☆
- 「みんなのからあげ」（編曲）

けやき坂46
- 「期待していない自分」（編曲）

こけぴよ
- 「Summer days A-GO-GO!!」（編曲）

後藤まりこ
- 「触媒」（編曲）
- 「シンデレラタイム」（編曲）

小林太郎
- 「花音」（編曲・ギター）

さくら学院
- 「ベリシュビッッ」（作詞）
- 「目指せ! スーパーレディー」（森ハヤシと共作詞）
- 「Capsule Scope」（作詞・作曲・編曲）
- 「3.a.m」（共作詞・作曲）（作詞はフジノタカフミと共作）

G.Addict
- 「Last days」（作詞）
- 「僕が出来るコト」（作詞）
- 「BLUE」（作詞）
- 「Chain of mind」（作詞）

ジャニーズ事務所関連
- A.B.C-Z
  - A.B.C-Z
    - 「終電を超えて〜Christmas Night」（編曲）
    - 「JOYしたいキモチ」（編曲）
    - 「DAN DAN Dance!!」（編曲）
    - 「Smiling Again」（編曲）
    - 「SHOWTIME!」（編曲）
    - 「Spirit」（編曲）
    - 「Go For All」（編曲）
    - 「新しい太陽」（編曲）
    - 「VIVA You達!!」（編曲）
    - 「Twinkle Twinkle A.B.C-Z」（編曲・ギター）
    - 「DREAMIN'!!」（編曲）
    - 「ドキナツ2017」（編曲・ギター）
    - 「トリプルラッキー!!!」（編曲）
    - 「Welcome to the Night」（編曲）
    - 「ハッピー!ハッピー!」（編曲）
    - 「Carry on Carry on」（編曲）
    - 「Hallelujah」（編曲）
    - 「拝啓 今日を共に生きる貴方へ」（編曲）

  - 五関晃一
    - 「story of us」（編曲）
- Kis-My-Ft2
  - 「SEVEN WISHES」（編曲・ギター）

- KinKi Kids
  - KinKi Kids
    - 「この月は沈まない」（編曲・ギター）
    - 「君らしく生きる君が好きだ」（編曲・ギター）

  - 堂本光一
    - 「Fame」（編曲）
    - 「Slave Maker」（編曲・ギター）
    - 「LOVE CRIES」（編曲・ギター）

- King & Prince
  - 「King & Prince,Queen & Princess」（編曲）

- ジャニーズWEST
  - ジャニーズWEST
    - 「エエやんけェ!!」（編曲・ギター）
    - 「間違っちゃいない。」（編曲）
    - 「想イ、フワリ」（編曲）
    - 「バニラかチョコ」（編曲）
    - 「オレとオマエと時々チェイサー」（編曲）
    - 「じゃあね」（編曲）
    - 「to you」（編曲）

- - 桐山照史
    - 「かなさんどー」（編曲）

- ジュニア Boys
  - 「3秒笑って」（編曲・ギター）

- Sexy Zone
  - 「雨だって」（編曲・ギター）
  - 「BAD BOYS」（編曲・ギター）
  - 「A MY GIRL FRIEND」（編曲・ギター）
  - 「Young & Beautiful !」（編曲・ギター）
  - 「BAD BOYS ～movie remix～」（編曲・ギター）
  - 「CANDY ～Can U be my BABY～ (Kento solo)」（編曲・ギター）
  - 「King & Queen & Joker」（編曲・ギター）
  - 「男 never give up」（編曲・ギター）
  - 「明日に向かって撃て!」（編曲・ギター）
  - 「Trophy」（編曲・ギター）
  - 「だって太陽は君なんだ」（編曲）
  - 「ドシャブリ Rainy Girl」（編曲）
  - 「カレカノ!!」（編曲）
  - 「Make my day」（編曲・ストリングスアレンジ・ホーンアレンジ・ギター）
  - 「恋するエブリデイ」（編曲・ストリングスアレンジ・ホーンアレンジ・ギター）
  - 「ひとりぼっちの夜空に」（編曲・ストリングスアレンジ・ホーンアレンジ・ギター）
  - 「ダンケ・シェーン」（編曲・ストリングスアレンジ・ホーンアレンジ・ギター）
  - 「シャンデリア・アベニュー」（編曲）
  - 「さあ笑って」（編曲・ギター）
  - 「Slow Jam」（ブラスアレンジ）
  - 「HIT THE HEARTBEAT」（編曲）
  - 「Rainbow light」（編曲）
  - 「Silver Moon」（編曲・ギター）
  - 「きみを離さない きみを離れない」（編曲・ギター）
  - 「Sexy Second (Introduction)」（作曲・編曲・ギター）
  - 「We Gotta Go」（編曲・ギター）
  - 「4 Seasons」（編曲・ギター）
  - 「Shout!!」（編曲・ギター）
  - 「私のオキテ」（編曲・ギター）
  - 「Sexy Power3 (Introduction)」（作曲・編曲）
  - 「トラフィックジャム」（編曲）
  - 「Welcome to Sexy Zone (Introduction)」（作曲・編曲・ストリングスアレンジ・ホーンアレンジ・ギター）
  - 「24-7 〜僕らのストーリー〜」（編曲）
  - 「ワガママLADY」 (編曲)
  - 「BON BON TONIGHT」 (編曲)
  - 「休みの日くらい休ませて」 (編曲)
- なにわ男子
  - 「Starting Bell」（編曲）

- 舞祭組
  - 「ブサイク魂」（編曲）

- Hey! Say! JUMP
  - 「Come On A My House」（編曲・ギター）

SHU-I
- 「Smile For Me」（編曲）
- 「キズナ」（編曲・ギター）
- 「Forever my friend～僕らの未来図」（編曲・ギター）

Juliet
- 「結婚報告」（作曲）

スターダストプロモーション関連
- 佐々木彩夏
  - 「Memories, Stories」（編曲）
- 3B junior
  - 「Stardust Fantasia」（編曲・ギター）
  - 「夏花火センチメンタル」（編曲）

- TEAM SHACHI（チームしゃちほこ）
  - 「いただきっニッポン! 〜おみそれしましたなごやめし〜」（作詞・作曲）
  - 「HONEY」（編曲）

- 超特急
  - 「Keyword」（作詞）
  - 「EBiDAY EBiNAI」（編曲）
  - 「Always You」（編曲）

- ときめき♡宣伝部
  - 「トウメイ恋心（ハート）」（編曲）

- ももいろクローバーZ
  - 「白い風」（編曲・ギター）
  - 「キミノアト」（編曲・ギター）
  - 「Link Link」（編曲・ギター）

すたーふらわー
- 「年下の男の子」（編曲）
- 「White Love」（編曲）

関智一
- 「Truth」（作詞・作曲）
- 「君に贈る歌」（作曲）

Sonar Pocket
- 「守りたいよ。」（編曲・ギター）

ダイアナ・ガーネット
- 「赤いスイートピー」（編曲）

タダシンヤ
- 「DAYS」（編曲・ギター）
- 「ツナガレ」（編曲・ギター）
- 「Holiday」（編曲・ギター）
- 「手紙」（編曲・ギター）
- 「十字路」（編曲）
- 「ダイアログ」（編曲）
- 「Tokyo Fiction」（編曲）
- 「ハレルヤ」（編曲・ギター）
- 「情熱＋」（編曲・ギター）
- 「music」（編曲）
- 「ピアノソング」（編曲）
- 「Forever Girl」（編曲・ギター）
- 「カケラ 〜missing piece〜」（編曲・ギター）

チーム・ハンサム!
- 「Breand New World」（作詞）
- 「キミノリズム」（作詞）

土屋アンナ
- 「Switch On! Space Techno States edit.」（編曲）

つりビット
- 「寿司パラダイス」（作曲）

T-ARA
- T-ARA
  - 「Maybe Maybe」（編曲）
  - 「Sign」（編曲）
- QBS
  - 「風のように」（編曲）

DIY♡
- 「フォレフォレ 〜Forest For Rest〜」（編曲）

D-51
- 「Lies」（編曲・ギター）
- 「ファミリア」（VNOと共編曲・ギター）
- 「Walkin'On」（編曲）
- 「めぐり逢い」（編曲）
- 「Hello yesterday」（編曲）
- 「空」（編曲・ギター）
- 「GOLDEN TIME」（編曲・ギター）
- 「BEAT」（編曲・ギター）
- 「Midnight Train」（編曲・ギター）
- 「Perfect World (FUJIMINO MIX)」（編曲・ギター）
- 「誓い」（編曲・ギター）

徳山秀典
- 「I can't stop my heart」（作曲）

AAA
- 「恋音と雨空」（編曲）
- 「Perfect」（編曲）

bump.y
- 「卒業までに…」（編曲・ギター）
- 「ともだち」（編曲・ギター）

BTOB
- 「未来（あした）」（編曲・ギター）
- 「夏色 MY GIRL」（編曲）

平川大輔
- 「AFTERGLOW」（作詞）
- 「MONOCHROME」（作詞）
- 「ゼロの起点」（作曲・編曲）
- 「プリズム」（作詞・作曲・編曲・ギター）

福地まゆ
- 「キュンキュン 鳴りっパ 恋乙女」（作詞）

Buono!
- 「キライスキダイキライ」（作曲）

星野奏子
- 「トゲノマユ」（作曲）
- 「陽炎」（編曲）
- 「未来のプリズム」（作曲・編曲）
- 「蒼の太陽 〜その先にある未来〜」（編曲）
- 「COLORS」（作詞）
- 「To my star」（作曲）

ホ・ヨンセン
- 「Everything you」（作詞）

山猿
- 「ナミダ」（山猿、久下真音と共作曲）
- 「愛・夢・孤独」（山猿と共作曲）

遊助
- 「お前しかいねぇ 遊turing RED RICE (from湘南乃風)」（編曲・ギター）

ゆーたくII
- 「IN FUTURE!!」（作詞）
- 「Light or Shadow」（作詞）

吉田山田
- 「天使と悪魔」（吉田山田と共編曲・ギター）

Lead
- 「アンバランスなKISSをして」（編曲・ギター）
- 「Last Situation」（編曲・ギター）
- 「Giant Steps」（作曲・編曲）
- 「Voice」（編曲）

Lil'B
- 「愛 scream」（編曲）

りんご娘
- 「Ringo Star」（編曲・ギター）

Rev. from DVL
- 「LOVE-arigatou-」（編曲・ギター）
- 「Angel Voice ～天使の約束～」（作詞・作曲・編曲・ギター）
- 「Do my best!!」（編曲・ギター）
- 「Step by Step」（編曲・ギター）
- 「50years」（編曲・ギター）
- 「ドッキドキ☆告白ダッシュ」（編曲・ギター）
- 「夢見るだけより」（編曲）
- 「スマイル・ジャンプ」（編曲・ギター）

渡辺麻友
- 「三つ編みの君へ」（編曲・ギター）
- 「最初のジャック」（編曲・ギター）

### アニメ・ゲームソング
スカーレッドライダーゼクス
- 「無敵のTwinkle☆Star」（作曲）

伝説の勇者の伝説
- 「君思う空の下」（作曲・編曲・ギター）

這いよれ! ニャル子さん
- 「ユゴスよりの使者」（作詞）

緋色の欠片
- 「message」（作詞）
- 「ひとつだけ」（作詞）
- 「Precious」（作詞・作曲・編曲）
- 「cheer up!」（作曲）

ミラクル☆トレイン
- 「Home Station」（作曲）

ワンド オブ フォーチュン
- 「魔法ノコトバ」（作詞）
- 「Jocker」（作曲）
- 「誓ノ闇」（作詞・作曲）

## 劇伴作品
ドラマ
- さよならロビンソンクルーソー